# Версальско-Вашингтонская система международных отношений
Версальско-Вашингтонская система международных отношений — мировой порядок, основы которого были заложены по завершении Первой мировой войны Версальским мирным договором (1919), договорами с союзниками Германии, а также соглашениями, заключёнными на Вашингтонской конференции 1921—1922 годов. Сложилась в 1919—1922 гг. и была призвана формально закрепить итоги Первой мировой войны.

## Версальская система
Европейская (Версальская) часть этой системы в значительной степени была сформирована под влиянием политических и военно-стратегических соображений государств-победителей (главным образом, Великобритании и Франции) при игнорировании интересов побеждённых и вновь образованных стран (Австрия, Венгрия, Югославия, Чехословакия, Польша, Финляндия, Латвия, Литва, Эстония).
Оформление нового мирового порядка в Европе было осложнено российской революцией и хаосом в Восточной Европе. Государства-победители, игравшие основную роль в выработке условий Версальского договора, преследовали различные цели. Для Франции основное значение имело максимальное ослабление Германии, что позволяло закрепить французскую гегемонию в Европе и обезопасить её восточные границы. Великобритания и США были более заинтересованы в сохранении равновесия сил в Европе, что заставляло их в большей степени учитывать интересы Германии, которую в условиях распада Австро-Венгрии, революции в России, общего национально-революционного подъёма и действенной большевистской пропаганды можно было использовать в качестве стабилизирующего фактора в Центральной и Восточной Европе.
В итоге версальские договорённости стали компромиссом между этими крайними позициями за счёт побеждённых, что предопределило становление массовых коммунистических партий и реваншистскую направленность внешней политики Германии. При этом Великобритания и Франция пытались использовать новые государства, возникшие в Европе, как против большевистской революции, так и против германского реваншизма.
В связи с тем, что основой любой системы международных отношений является «баланс сил, понимаемый как конкретно-историческое соотношение удельного веса и влияния входящих в систему государств, и в первую очередь великих держав», отсутствие согласованной позиции Великобритании и Франции по вопросу о перспективе европейского равновесия и самоустранение США от участия в функционировании Версальской системы, изоляция Советской России (СССР) и антигерманская направленность Версальской системы (с сохранением деления политической карты Европы на победителей и побеждённых) превращали её в несбалансированную и неуниверсальную, тем самым увеличивая потенциал будущего мирового конфликта.
Первоначальную основу Версальско-Вашингтонской системы международных отношений в Европе составляли:
1. Версальский мирный договор (1919) и тесно связанные с ним
2. Сен-Жерменский мирный договор (1919),
3. Нёйиский мирный договор (1919),
4. Трианонский мирный договор (1920),
5. Севрский мирный договор (1920).

## Вашингтонская система
Вашингтонская система, распространяющаяся на Азиатско-Тихоокеанский регион, отличалась несколько бо́льшим равновесием, но также не была универсальной, поскольку в число её субъектов не были включены СССР и Китай, которые могли бы стать гарантами от японского экспансионизма в сотрудничестве с США и Великобританией. Нестабильность Вашингтонской системы обуславливали неопределённость политического развития Китая, милитаристский внешнеполитический курс Японии, изоляционизм США и пр.
Вашингтонская конференция (ноябрь 1921 — февраль 1922) была созвана для того, чтобы рассмотреть вопросы о послевоенном соотношении сил в Тихоокеанском бассейне и об ограничении морских вооружений. Американская дипломатия стремилась взять реванш за поражение в Париже и добиться усиления своего влияния в решении важных международных проблем.
В ходе конференции было установлено новое соотношение сил на Дальнем Востоке, в основе которого лежало партнёрство великих держав на базе консенсуса по военно-морским проблемам, взаимных гарантий региональных интересов и общих принципов политики в Китае. Равновесность системы закреплялась новой ролью Японии, которая была вынуждена отказаться от союза с Великобританией и ограничить свои притязания в Китае и России, но получила гарантии военно-морской безопасности и, таким образом, оказалась в роли основного гаранта Вашингтонской системы международных отношений.
13 декабря 1921 года был подписан «Договор четырёх государств» (Англия, США, Франция и Япония) о взаимных гарантиях неприкосновенности островных владений её участников в бассейне Тихого океана (закрепление статус-кво).
«Договор пяти государств» (Великобритания, США, Япония, Франция и Италия) запрещал строительство военных кораблей, тоннаж которых превышал 35 тыс. т., устанавливал соотношение между флотами этих стран за классом линкоров в пропорции 10:10:6:3,5:3,5, закрепив лидерство первых двух.
«Договор девяти держав» (США, Великобритания, Франция, Япония, Италия, Бельгия, Нидерланды, Португалия и Китай) провозглашал принцип уважения суверенитета, территориальной и административной неприкосновенности Китая. Он обязывал всех участников придерживаться принципов «открытых дверей» и «равных возможностей» в торговле и развитии промышленности на всей территории Китая.
Договоры, заключённые на Вашингтонской конференции, дополняли систему договоров, подписанных в 1919—1920 годах между странами-победительницами и странами, которые проиграли Первую мировую войну.

## Особенности
- Дискриминация положения побеждённых государств и Советской России. Так, Германия потеряла права на свои колонии, сильно ограничивалась во владении вооружёнными силами и подавлялась экономически через механизм репараций. Подобные условия были предусмотрены и для Турции и Болгарии, а Австро-Венгрия прекратила существование как единое государство. К тому же все побеждённые государства понесли значительные территориальные потери. Побеждённые государства на определённое время были «исключены» из ряда системообразующих элементов и преобразованы исключительно в объекты влияния Версальской подсистемы. Советская Россия, формально не будучи побеждённой, оказалась на начальном этапе также исключённой. Формальным признанием этого факта со стороны России считается Рапалльский договор 1922 года. Заключение этого договора даёт толчок широкому сотрудничеству между Германией и Советской Россией.
- Закрепление лидерства США, Великобритании и Франции в новой системе, фактически давшее им право коллегиального изменения характеристик международной системы и формирования её принципов. Другие победители (такие, как Италия) остались на втором плане.
- Политическая изоляция США от европейских дел. США после провала «14 пунктов» В. Вильсона самоустранились от решения политических проблем в Европе, избрав в качестве приоритетного средства внешней политики в этом регионе экономическое воздействие. План Дауэса (1924 год), а также в известной мере план Юнга (1929 год), продемонстрировали степень экономической зависимости стран Европы от США, которые к 1918 году стали основным кредитором, хотя до начала Первой мировой войны сами являлись должником европейских стран.
- Образование ряда новых суверенных субъектов международных отношений в Европе, внешняя политика которых на более поздних этапах развития системы способствовала развитию кризисных процессов.
- Создание Лиги Наций — инструмента сохранения статус-кво в системе международных отношений. Этот инструмент, фактически подконтрольный Франции и Великобритании, оказался, однако, неэффективным в исполнении своих стабилизационных функций.
- Мир постепенно перестает быть евроцентристским, международная система начинает превращаться в глобальную.
- Для Версальско-Вашингтонской системы характерной была определённая асинхронность трансформационных процессов в двух основных подсистемах (европейской и дальневосточной), что, в свою очередь, приводило к последующей дестабилизации системы, то есть системные изменения в одной из подсистем со временем вызывали новый всплеск трансформаций в другой.
- Специфический тип контроля, характерный для данной системы, который можно охарактеризовать как эгалитарно-иерархичный. Тогда как в рамках системы существовала определённая иерархия средств и субъектов системного контроля, на практике основные элементы контроля были представлены эгалитарными формами (коллективная безопасность, Лига Наций, международно-правовые соглашения универсального характера).

## Цели великих держав в рамках Версальско-Вашингтонской системы
Основная цель Великобритании в междувоенный период состояла в сохранении своей роли политического центра мира и верховного арбитра в европейских делах, что требовало прежде всего поддержания европейского «баланса сил». Европейское равновесие при косвенном британском контроле позволило бы Великобритании более активно противостоять двум основным угрозам её положению в мире, исходившим от СССР и США. Для этого Великобритании требовалось ослаблять преобладающее влияние Франции за счёт усиления позиций Германии. Отражением этого подхода стала «политика умиротворения», сводившаяся к ревизии существующего мирового порядка под контролем Великобритании. В результате, однако, к концу 1930-х годов к двум традиционным угрозам британским интересам со стороны СССР и США добавилась угроза со стороны Германии, что поставило Великобританию перед проблемой выбора будущего партнёра.
Основной целью Франции являлось сохранение завоёванных позиций на основе создания общеевропейской системы безопасности, что встречало противодействие остальных великих держав. Уступки Франции в вопросе о репарациях и равенстве прав Германии в вооружениях (1932) и подписание Пакта четырёх (1933) привели к ослаблению её влияния в Европе. Переговоры о Восточном пакте с целью создания общеевропейской системы безопасности натолкнулись на нежелание других великих держав и ряда союзников Франции сотрудничать с СССР. В этих условиях договор с СССР (1935) послужил для французского руководства средством давления на Великобританию и Германию. Кризис 1935—1938 годов, однако, ещё больше ослабил позиции Франции в Европе и привязал её внешнюю политику к позиции Великобритании, рассматривавшийся в качестве естественного союзника против Германии.
В течение 1920-х годов Италия сохраняла традиционный союз с Великобританией для усиления своего влияния на Балканах. Но реальное укрепление позиций Италии в Восточном Средиземноморье привело с 1928 года к охлаждению итало-британских отношений. В 1930-е годы усиление Германии способствовало росту заинтересованности Великобритании и Франции в сотрудничестве с Италией, что позволило Италии добиться от них ряда уступок в Африке. В ходе кризиса 1935—1938 годов Италия начала сближение с Германией, положив в основу своей внешней политики балансирование между Германией, Великобританией и Францией для расширения своего влияния в Средиземноморье.
Для нацистской Германии основная внешнеполитическая цель заключалась в ревизии Версальского договора, а в долгосрочной перспективе — в глобальном изменении существующей системы международных отношений. Используя противоречия между остальными великими державами, Германии удалось к концу 1932 года устранить наиболее тяжёлые последствия поражения в Первой мировой войне. Нацистское руководство успешно продолжило эту политическую линию, взяв на вооружение «политику свершившегося факта». Кризис 1935—1938 годов усилил позиции Германии, которая нашла союзников (Италия, Япония) и новые возможности для давления на Великобританию и Францию. Используя политику «умиротворения», свои достижения в экономике, военном строительстве, лозунги антибольшевизма, пацифизма и национализма, Германия смогла с начала 1938 года перейти к ревизии территориальных положений Версальского договора. В итоге к концу 1930-х годов Германия значительно укрепила свой военно-экономический потенциал и влияние на международной арене.
За годы революции и Гражданской войны СССР утратил завоёванные Российской империей позиции на международной арене и значительные территории в Восточной Европе, лишившись былого влияния на европейскую политику. Задачу возвращения утраченных внешнеполитических позиций советское руководство решало, базируясь на концепции «мировой революции», совмещавшей коммунистическую идеологию и традиционные цели внешней политики. Стратегической целью внешнеполитической активности СССР явилось глобальное переустройство Версальской системы, что делало его основными противниками Великобританию, Францию и их союзников. Сделав ставку на неизбежность возникновения нового конфликта между империалистическими государствами, СССР стремился не допустить объединения великих держав (Великобритании, Франции, Германии и Италии), воспринимая это как главную угрозу своим интересам. Советское руководство умело использовало официальные дипломатические каналы, нелегальные возможности Коминтерна, социальную пропаганду, пацифистские идеи, антифашизм, помощь некоторым жертвам агрессоров для создания имиджа главного борца за мир и социальный прогресс.
Основной целью внешней политики США стало занять место Великобритании как политического центра мира, что требовало полного переустройства системы международных отношений. Применяя политику «изоляционизма» и «нейтралитета» в европейских делах, США положили в основу своей внешнеполитической деятельности экономическую экспансию, причём экономическое соперничество с Великобританией подталкивало США к поддержке Германии и Японии, экономическое усиление которых должно было осложнить положение Великобритании и подтолкнуть её к уступкам Вашингтону. Наибольшую опасность для США представляла британская политика «умиротворения», успех которой мог привести к сохранению основ существующей Версальской системы, в то время как срыв этой политики и эскалация кризиса благоприятствовали внешнеполитическим целям США.
Основной внешнеполитической целью Японии было расширение зоны влияния в Восточной Азии. В условиях гражданской войны в Китае, активного советского проникновения в Синьцзян, Монголию и Северную Маньчжурию, советско-китайского конфликта и англо-американского соперничества Япония сделала ставку на военно-политическое решение дальневосточных проблем. Использование межимпериалистических противоречий в регионе, антибольшевистская и антиколониальная пропаганда, обретение союзников в Европе позволили Японии проводить экспансионистский курс и при этом сохранять приемлемые отношения с прочими участниками борьбы за влияние в регионе.

## Кризис и крах Версальско-Вашингтонской системы
К концу 1938 года Версальская система в Европе практически прекратила своё существование.
В условиях краха Версальско-Вашингтонской системы международных отношений обострилась борьба великих держав за свои интересы. К 1939 году произошло оформление двух военно-политических блоков великих держав, в которых Великобритания и Франция противостояли Германии и Италии, к которым тяготела Япония. СССР и США занимали выжидательную позицию, рассчитывая использовать войну между этими блоками в своих интересах.